# Wolfgang Stockmeier
Wolfgang Stockmeier (Essen, 13 dicembre 1931 – Langenberg, 11 dicembre 2015) è stato un compositore e organista tedesco.

## Biografia
Dal 1951 studia musica sacra e composizione al Conservatorio di Colonia, e filosofia all'Università di Colonia. Dal 1960 è insegnante presso quella stessa università, poi a Düsseldorf e ad Herford.
Nel contempo svolge una intensa attività concertistica, e pubblica circa 150 composizioni. Numerose sono anche le incisioni di musica per organo, tra cui l'opera omnia di Johann Sebastian Bach.

## Opere
- Die deutsche Orgelsonate der Gegenwart, Kleikamp, 1958, 188pag.
- Musikalische Formprinzipien, Gerig, Colonia, 1967, 236 pag.
- Die Programmusik, Colonia, 1970

## Discografia
- 1995 - Rheinberger: Organ Pieces 3 vol. (CPO)
- 2000 - Romantic Organ Music (Motette Records)
- 2006 - Romantic Organ Music in Saint Mary's Church (Motette Records)
- 2010 - Bach: Das Orgelwerk 8 vol.